# La Cage aux hommes
Pour les articles homonymes, voir Cage (homonymie).
Pour plus de détails, voir Fiche technique et Distribution.
La Cage aux hommes (titre original : House of Numbers) est un film américain réalisé par Russell Rouse, sorti en 1957, avec pour principaux interprètes Jack Palance, Harold J. Stone, Barbara Lang (en) et Edward Platt. Il s'agit d'une adaptation du roman policier En double (House of Numbers) de l'écrivain américain Jack Finney.

## Synopsis
Bill et Arnie Judlow (Jack Palance) sont frères jumeaux. Marié à Ruth (Barbara Lang (en)), Arnie, un ancien boxeur professionnel, tue un homme par jalousie et se retrouve emprisonné à la prison d'État de San Quentin. Son frère et sa femme vont s'unir pour l'aider à s'évader. Dans leurs préparatifs, ils sont repérés par un voisin qui travaille à la prison, Henry Nova (Harold J. Stone), ce qui va compliquer leurs plans.

## Fiche technique
- Titre en français : La Cage aux hommes
- Titre original : House of Numbers
- Réalisation : Russell Rouse
- Scénario : Don Mankiewicz et Russell Rouse d'après le roman policier En double (House of Numbers) de Jack Finney
- Photographie : George J. Folsey
- Musique : André Previn
- Montage : John McSweeney Jr.
- Direction artistique : Edward C. Carfagno et William A. Horning
- Décors : Otto Siegel et Edwin B. Willis
- Costumes et maquillage : William J. Tuttle et Sydney Guilaroff (en)
- Production : Charles Schnee
- Société de production : Metro-Goldwyn-Mayer
- Société de distribution : Metro-Goldwyn-Mayer
- Pays de production :  États-Unis
- Format : noir et blanc
- Genre : film noir, film policier, drame
- Durée : 90 minutes
- Date de sortie :
  - États-Unis : 12 septembre 1957

## Distribution
- Jack Palance : Arnie Judlow / Bill Judlow
- Harold J. Stone : Henry Nova, le gardien de la prison
- Edward Platt : le directeur de la prison
- Barbara Lang (en) : Mme: Ruth Judlow
- Frank Watkins : le frère

Et, parmi les acteurs et actrices non crédités :
- Timothy Carey
- Joe Conley
- Bill Erwin
- Joel Fluellen
- Michael Galloway (en)
- Duane Grey (it)
- Donna Martell (en)
- House Peters Jr. (en)
- Lee Roberts (en)
- Paul Sorensen (en)
- Olan Soule
- Amzie Strickland (en)
- Joe Turkel

## À noter
- Il s'agit d'une adaptation du roman éponyme de l'écrivain américain Jack Finney, publié aux États-Unis en 1957 et traduit en France au sein de la collection Série noire en 1958 sous le titre En double. Ce roman est initialement paru aux États-Unis dans le magazine Cosmopolitan en 1956.
- Ce film a été tourné en Californie, notamment dans la prison d'État de San Quentin et dans la ville de Mill Valley.